# 82년생 김지영
《82년생 김지영》은 대한민국의 작가 조남주가 쓴 소설이다.
주인공 '김지영'의 기억을 바탕으로 한 고백을 한 축으로, 고백을 뒷받침하는 각종 통계 자료와 기사들을 또 다른 축으로 삼는 이 소설은 1982년생 김지영으로 대변되는 '그녀'들의 인생 마디마디에 존재하는 성차별적 요소를 묘사한다. 이를 통해 작가는 제도적 성차별이 줄어든 시대의 보이지 않는 차별들이 어떻게 여성들의 삶을 제약하고 억압하는지 보여 준다.
1970년대 후반에서 1980년대 초반 가장 많이 등록된 여아의 이름에서 '지영'이라는 이름, 거기에 가장 흔한 성 중 하나인 김씨를 붙였다.
10년 동안 PD수첩 등 간판 시사프로그램 메인작가로 일하다가 육아 문제로 계획에 없던 전업주부가 된 작가 자신의 이야기이기도 하다.
2016년 10월~2017년 5월 14일까지의 교보문고 통계에 따르면, 20~30대 여성이 주요 구매자로 나타났다. 도서 구매자의 38.1%가 30대 여성이며, 27.0%가 20대 여성이다. 30대 남성이 9.4%, 40대 여성이 9.1%를 차지해 뒤를 이었다.

## 역사
- 2017년 5월, 노회찬 정의당 원내 대표가 문재인 대통령 부부에게 선물해서 화제가 되었다.[5]
- 2018년 11월, 출간 2년 만에 백만부를 돌파했다.[3] 2009년 신경숙의 《엄마를 부탁해》 이후 처음으로 백만부를 돌파한 한국 소설이다.[6]
- 2018년 5월 3일 대만에 번역 출간되었다.[7]
- 2018년 12월 8일 일본 출간된 후 이틀 만에 아마존 재팬 아시아문학 부문에서 베스트셀러 1위에 올랐고, 출판사 치쿠마 쇼보가 3쇄를 결정했다.[8] 2019년 8월까지 일본에서 총 13만부 이상 판매되었다.[9] 2017년 영화화가 결정되었고[10] 2018년 정유미가 주연 배우로 출연한다고 밝혔다.[11] 2019년 10월 영화 《82년생 김지영》이 개봉했다. 2020년 2월 영어권 중 처음으로 영국에 출간될 예정이다.[12]